# Попрадський Став
Попрадський Став — озеро у Високих Татрах (Словаччина) в Менгушівецькій долині, на висоті 1494 м над рівнем моря; площа — 6,88 га, глибина — до 17 м; символічний цвинтар усім, хто загинув у Татрах.